# Sergei Wadimowitsch Stepaschin

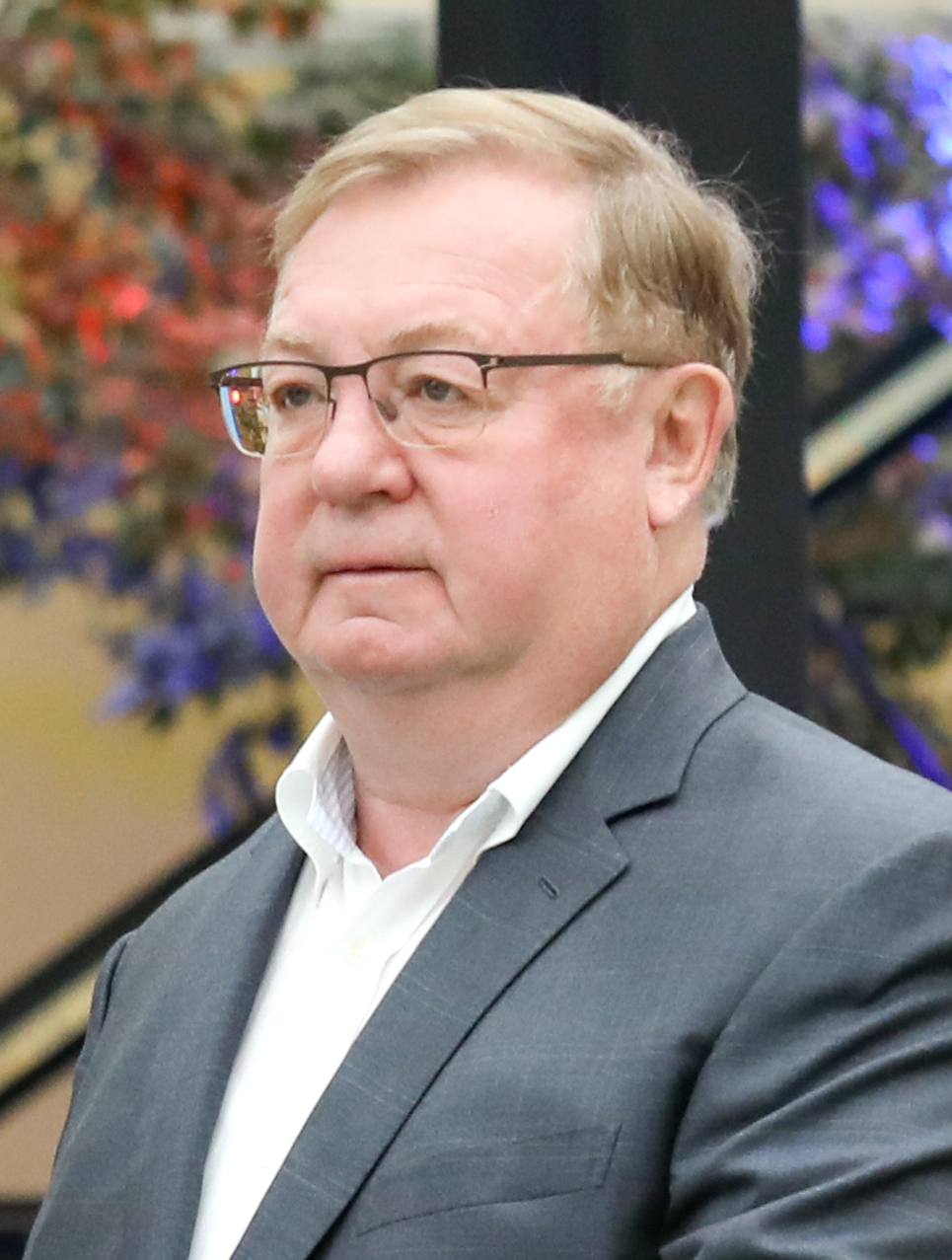
Sergei Stepaschin (2021)

Sergei Wadimowitsch Stepaschin (russisch Сергей Вадимович Степашин; * 2. März 1952 in Port Arthur, China) ist ein russischer Politiker. Er war 1999 für 89 Tage, vom 12. Mai bis zum 9. August, Ministerpräsident von Russland unter dem Präsidenten Boris Jelzin.

## Ausbildung
Stepaschin ist der Sohn eines sowjetischen Seeoffiziers, der im fernöstlichen Port Arthur stationiert war. Die Sowjetunion löste den Flottenstützpunkt 1952 auf. Stepaschin war eine Ausbildung zum Seeoffizier wegen seiner Kurzsichtigkeit verwehrt. Anfang der 1970er-Jahre zog seine Familie nach Leningrad (heute Sankt Petersburg). In Leningrad beendete Stepaschin 1973 die Politschule des Innenministeriums (Dissertation „Die Parteileitungen bei der Leningrader Führung in der Feuerwehr während der Blockade“) und 1981 die humanistische Militärakademie, wo er in Geschichte promovierte. Zusätzlich machte er einen Abschluss in Jura sowie 2002 an der russischen Finanzakademie.

## Politik
1973–1980 arbeitete Stepaschin bei den Sicherheitskräften des Innenministeriums. Als Oberst leitete er Einsätze in mehreren Sowjetrepubliken zur Niederschlagung von Unabhängigkeits- und Demokratieprotesten. Danach dozierte er (im Rang eines Oberstleutnants) bis 1990 im Fach Marxismus-Leninismus an der Politschule des Innenministeriums.
In der Zeit der Perestroika trat Stepaschin in die aktuelle Politik ein. 1990 wurde er in den Obersten Sowjet der Russischen Sowjetrepublik und dort in der reformkommunistischen Fraktion „Linkes Zentrum“ in eine leitende Position gewählt. Stepaschin schlug sich im Obersten Sowjet, der von Altkommunisten dominiert wurde, loyal auf die Seite der reformorientierten Regierung Jelzins. Bis 1993 leitete Stepaschin den Sicherheits- und Verteidigungsausschuss.

### Putschabwehr
Beim Augustputsch in Moskau 1991 half der Generalleutnant bei der Verteidigung des Weißen Hauses und trat kurz danach dem russischen Sicherheitsdienst bei. Nach der russischen Verfassungskrise von 1993 wurde Stepaschin zum ersten stellvertretenden Minister für Staatssicherheit, zum ersten stellvertretenden Direktor des FSK (Föderaler Dienst für Gegenspionage, ehm. KGB, seit 1995 FSB), sowie bis 1995 zum Direktor des FSK berufen. Der FSB ging 1993 aus dem KGB hervor. Jelzin hatte kein Vertrauen in die Kader des KGB, die an den beiden Krisen beteiligt waren, und setzte mit Stepaschin einen Mann der konkurrierenden Sondertruppe des Innenministeriums an die Spitze des neu geschaffenen Dienstes für Gegenspionage.
Um Atomschmuggel zu verhindern, vereinbarte Stepaschin im August 1994 mit dem deutschen Geheimdienstkoordinator Bernd Schmidbauer eine bessere Zusammenarbeit der Geheimdienste. Auf dem Münchner Flughafen wurden Anfang August 300 Gramm Plutonium-239 gefunden (Plutonium-Affäre).

### Tschetschenienkrieg
Unter Stepaschins Leitung hatten Kampfeinheiten des FSK, verstärkt durch Offiziere der Armee, versucht, verdeckt den tschetschenischen Präsidenten Dschochar Dudajew zu stürzen. Stepaschin hatte als „Falke“ den Einmarsch im Dezember 1994 im ersten Tschetschenienkrieg befürwortet, wurde im Juni 1995 wegen schwerer Fehleinschätzungen während der Geiselnahme von Budjonnowsk entlassen (150 Tote bei der Erstürmung eines Krankenhauses, Jelzin: „Die Terroristen haben uns völlig überrascht“), blieb aber Sekretär der russischen Tschetschenien-Kommission. Bis 1997 arbeitete er in der Regierung als Leiter der Verwaltungsabteilung, die u. a. Analysen für den Inlandsgeheimdienst und das Innen- und Justizministerium erstellte.

### Ministerposten
Jelzin ernannte den loyalen Stepaschin in mehreren Regierungsumbildungen im Juli 1997 zum Justizminister (von seinem Vorgänger Valentin Kowaljow wurden Fotos eines Besuches im Sexclub veröffentlicht), im März 1998 zum Innenminister unter den neuen Regierungen von Sergei Kirijenko und Jewgeni Primakow und 1999 zum Ersten Vizeministerpräsidenten. Das Verteidigungsministerium, das Innenministerium und der FSB unterstanden direkt dem Präsidenten. Als Innenminister unterzeichnete Stepaschin mit dem deutschen Innenminister Otto Schily eine Vereinbarung über den Kampf gegen die organisierte Kriminalität („Russenmafia“).

### Ministerpräsident
Wegen Korruptionsermittlungen gegen die Regierung und den Milliardär Boris Abramowitsch Beresowski suspendierte Jelzin 1999 den leitenden Generalstaatsanwalt Juri Skuratow. Stepaschin hatte zuvor in einer Schmutzkampagne belastende „Beweise“ gegen Skuratow sammeln lassen (ein Video, in dem ein Skuratow ähnlicher Mann mit zwei Prostituierten zu sehen war).
Um ein Amtsenthebungsverfahren gegen ihn zu verhindern und um die Loyalität der Regierung zu gewährleisten, entließ Jelzin am 12. Mai 1999 den bisherigen russischen Ministerpräsidenten Jewgeni Primakow unter dem Vorwurf zu großer Nähe zu den Kommunisten und zu zaghafter Wirtschaftsreformen und ernannte Stepaschin zum Regierungschef. Falls Stepaschin nicht in drei Wahlgängen vom Parlament bestätigt worden wäre, hätte der Präsident das Parlament auflösen müssen (Artikel 111). Die russische Verfassung sieht jedoch vor, dass die Duma für drei Monate nicht aufgelöst werden darf, wenn ein Amtsenthebungsverfahren gegen den Präsidenten läuft (Artikel 109). Dass beide Verfahren parallel laufen, ist in der Verfassung nicht vorgesehen und könnte die Ausrufung des Ausnahmezustandes begründen. Im Falle eines Verfassungskonflikts wäre eine Entscheidung dem jelzinnahen Verfassungsgericht zugefallen. Die Mehrheit des Parlaments lehnte die Einleitung des Verfahrens zur Amtsenthebung ab und bestätigte den 47-jährigen Stepaschin im Amt (301 von 450 Stimmen, 55 Gegenstimmen) am 19. Mai. Jelzin hatte seinen Posten gegen das Parlament retten können. Stepaschin wurde auch gewählt, da das Parlament damit rechnen musste, dass Jelzin im zweiten Wahlgang einen weniger akzeptablen Kandidaten als den unbestechlichen Polizeigeneral präsentieren würde. Den Abgeordneten sagte er: „Ich bin nicht General Pinochet. Mein Name ist Stepaschin.“
Der russische Ministerpräsident ist hauptsächlich zuständig für eine einheitliche Finanz-, Kredit- und Geldpolitik. Weder Primakow noch Stepaschin waren Finanzfachleute. Die Wahl Stepaschins erfolgte aufgrund machtpolitischer Interessen Jelzins. Im Volk erhielt der schüchtern und bieder wirkende Mann den Spitznamen Stepaschka, nach einem kleinen Hasen im Moskauer TV-Kinderprogramm.
Vizeministerpräsident wurde gegen Stepaschins Willen Nikolai Aksjonenko, ein Vertrauter des Finanzmagnaten Beresowski, dem enge Beziehungen und Einfluss zur Familie Jelzins und somit zum Präsidenten nachgesagt wurden. Russische und westliche Medien sahen in der Ernennung des loyalen Apparatschiks Stepaschin vor allem ein „Intrigenspiel“ des kranken Jelzin und seiner sogenannten Kreml-„Familie“, einem informellen Beraterzirkel des Präsidenten um seine umtriebige Tochter Tatjana Djatschenko und den Oligarchen Beresowski. An der „Familie“ vorbei war kaum eine vernünftige Politik in Russland möglich.
Stepaschin hatte der Korruption und russischen Wirtschaftsoligarchie den Kampf angesagt und zeigte sich reformwillig und unabhängig, was die „Familie“ beunruhigte. Andererseits ging Stepaschin nach der Ansicht der „Familie“ nicht entschieden genug gegen die Rivalen Luschkow und Primakow vor. Am 9. August 1999 entließ Jelzin Stepaschin als Ministerpräsidenten und ernannte Wladimir Putin, den Chef des FSB, zu seinem Nachfolger. Jelzin empfahl Putin zudem als Kandidaten in der Präsidentschaftswahl 2000. Stepaschin sagte der Tageszeitung Komsomolskaja Prawda: „Ich wurde hinausgeworfen, weil ich nicht käuflich war [...] Ich habe mich geweigert, den Interessen einer bestimmten Gruppe zu dienen, die daraufhin zu der Einschätzung kam, dass ich nicht zuverlässig sei.“ Er betonte jedoch weiterhin seine Loyalität zum Präsidenten. Der Russian-Trading-System-Dollar-Index (RTS-Interfax) sackte nach Stepaschins Entlassung um 14 % ab, erholte sich jedoch kurze Zeit später. Eine der ersten Amtshandlungen von Putin als Präsident war eine Amnestie in Form eines Dekrets, das Jelzin und seiner Familie Immunität vor Strafverfolgung gewährte.
Im August fielen tschetschenische Kampfgruppen in Dagestan ein. Das Wiederaufflammen des Tschetschenienkonflikts und die Überlegung, den Nordkaukasus preiszugeben, waren weitere Gründe für Stepaschins Entlassung. Das harte Durchgreifen Putins im zweiten Tschetschenienkrieg brachte Putin hohe Popularität in Russland, was seiner späteren Wahl zum Präsidenten zugutekam.
Unter dem Vorbehalt von Wirtschaftsreformen gewährte der IWF Russland während Stepaschins USA-Besuch Ende Juli einen Kredit von 4,5 Mrd. Dollar. In seine Amtszeit fiel ebenso der Kosovokrieg, in dem Russland eine wichtige Vermittlerrolle übernahm.

### Duma
Zur Wahl der russischen Duma 1999 stand Stepaschin auf der Liste der liberalen Partei Jabloko. Stepaschin gewann im heimischen Sankt Petersburg ein Direktmandat und wurde Vorsitzender der Anti-Korruptions-Kommission. Zum Ergebnis der Wahl sagte Stepaschin: „Durch ihre beispiellose Schmutzkampagne haben die Mächtigen wieder das Ergebnis erzielt, das sie haben wollten.“ Auf eine Kandidatur zum Dumavorsitz verzichtete Stepaschin, nachdem sich die Parteien KPRF und Einheit auf den Kommunisten Gennadij Selesnjow geeinigt hatten.

## Rechnungshof
Die Duma wählte Stepaschin im April 2000 zum Vorsitzenden des russischen Rechnungshofs. Stepaschin ließ darauf sein Mandat als Abgeordneter ruhen. Nach einer gesetzlichen Neuordnung der Kammer trat er im Februar von seinem Posten zurück (der Vorsitzende wurde fortan nicht mehr von der Duma gewählt), wurde aber auf Empfehlung Putins wieder eingesetzt.
In seinen politischen Anstrengungen, die russischen Oligarchen zu entmachten und für den russischen Staat Steuerschulden einzutreiben, beauftragte die Regierung im Dezember 2003 den Rechnungshof mit der Überprüfung der Rechtmäßigkeit der Privatisierung russischer Großkonzerne der letzten zehn Jahre (zu niedrige Verkaufspreise). Die Regierung beschuldigte den Ölkonzern Yukos der Steuerhinterziehung (2,6 Mrd. Euro) und betrieb dessen Zerschlagung. Der Chef des Unternehmens Michail Chodorkowski wurde bereits im Oktober verhaftet.
Der Bericht des Rechnungshofes für die Zeit zwischen 1993 und 2003 wurde bis heute nicht veröffentlicht.
Im Mai 2004 stellte Stepaschin Forderungen in Millionenhöhe an den Milliardär Roman Abramowitsch.

## Kaiserliche Orthodoxe Palästina-Gesellschaft
Seit 2007 ist Stepaschin Präsident der Kaiserlichen Orthodoxen Palästina-Gesellschaft und damit zuständig für beträchtlichen Grundbesitz und russische Interessen im Heiligen Land. Im April 2014 besuchte er in dieser Eigenschaft Baschar al-Assad, versicherte ihn der Unterstützung der Gesellschaft und überbrachte ihm eine Botschaft Putins.

## Familie
Stepaschin ist mit Tamara Wladimirowna verheiratet, der Vizepräsidentin des „Bankiershauses in Sankt Petersburg“ (Bankirskij Dom St. Petersburg), die die Moskauer Filiale leitet. Das Paar hat einen gemeinsamen Sohn, Wladimir.